# چری بلووت
چری بلووت (انگلیسی: Cheri Blauwet; ۱۵ مهٔ ۱۹۸۰ – تاریخ ورودی نامعتبر است) ورزشکار دو و میدانی، پزشک، و پژوهشگر و از برندگان مدال طلا پارالمپیک اهل ایالات متحده آمریکا بود.

## تحصیلات
وی یکی از استادان دانشکده پزشکی هاروارد است.

## جوایز
- مدال طلا پارالمپیک
- مدال نقره پارالمپیک
- مدال برنز پارالمپیک